# Небеса
Небеса e термин, обозначаващ както физическото небе, така и безкрайната Вселена над него. Понятието присъства във всички религии и свещени писания, в частност в Библията. За вярващите това е място, тъждествено с Рая.
Това е общорелигиозно, космологично или трансцендентно място, където богове, ангели, души, светци, или почитани предци живеят или царуват. Според вярванията на някои религии небесните същества могат да се спуснат на земята или да се въплъщават, а земните същества могат да се издигнат до небето в задгробния живот или в изключителни случаи да достигнат до небето живи.